# بنك اليابان
بنك اليابان (باليابانية: 日本銀行 نيهون غينكو) هو البنك المركزي لليابان.

## تاريخه
مثل الكثير من مؤسسات اليابان الحديثة فقد تأسس بنك اليابان بعد إصلاح ميجي حيث بدأ استعمال الين الياباني كعملة داخل اليابان بعد أن كانت الإقطاعات ذات عملات محلية في عصر الإقطاعات. تأسس بنك اليابان عام 1882 وكان يحتكر القطاع المالي في اليابان. تابع بنك اليابان نشاطه بعد ذلك حتى اليوم عدا فترة توقف قصيرة أثناء الحرب العالمية الثانية تم فيها تداول نقود الاحتلال وأعيد تأسيس بنك اليابان كمؤسسة مستقلة.

## مهام
- إصدار وإدارة العملة الورقية
- تطبيق السياسة المالية للدولة
- ضمان استقرار النظام المالي والمصرفي في اليابان
- عمليات خزينة الحكومة والأسهم
- نشاطات دولية
- إجراء عمليات التحليل الاقتصادي والأبحاث المالية

## الموقع
يقع بنك اليابان في نيهونباشي، طوكيو في موقع مكان سك النقود القديم (كينزا) والذي تحول اليوم إلى منطقة غينزا والذي يعني مكان سك الفضة.

## اقرأ أيضاً
- ين ياباني
- اقتصاد اليابان
- أبينوميكس
- شركة ميتسوي سوميتومو المصرفية

## وصلات خارجية
- الموقع الرسمي لبنك اليابان باللغة الإنكليزية.